# Rainer Thiel (Philologe)
Rainer Thiel (* 22. Februar 1962 in Wiesbaden) ist ein deutscher klassischer Philologe und Inhaber des Lehrstuhls für Gräzistik an der Friedrich-Schiller-Universität Jena.
Er studierte von 1981 bis 1987 in Mainz, Tübingen und Urbino und legte 1987 in Mainz die wissenschaftliche Prüfung für das Lehramt an Gymnasien in Latein, Griechisch und Erziehungswissenschaften ab. Von 1988 bis 1992 war er wissenschaftlicher Angestellter am Seminar für klassische Philologie in Mainz, wo er 1991 unter Arbogast Schmitt in den Fächern Latein, Griechisch und Philosophie promoviert wurde. Seine Doktorarbeit schrieb er über „Chor und tragische Handlung im Agamemnon des Aischylos“. Zu diesem Thema leitete er 1991 auch ein Gastseminar an der Universität von Urbino. Von 1992 bis 2005 arbeitete er als wissenschaftlicher Assistent und Hochschuldozent, später als wissenschaftlicher Mitarbeiter, am Philologischen Seminar (Seminar für klassische Philologie) der Philipps-Universität Marburg. Dort habilitierte er sich im Juli 1997 mit einer Habilitationsschrift über „Aristoteles’ Kategorienschrift in ihrer antiken Kommentierung“ für das Fach klassische Philologie. Nach Vertretungsprofessuren in Marburg und Bonn wurde er an die Universität Jena berufen und lehrt dort seit April 2005. Im Rahmen eines von ihm betreuten Sokrates-Projektes hielt er ferner an der Universität Urbino zwischen 1998 und 2004 Gastvorlesungen über den Substanzbegriff der Aristotelischen Kategorienschrift und Metaphysik, den Platonischen Sophistes, das Platonische Symposion und über Aischylos’ Orestie.

## Schriften
- Chor und tragische Handlung im Agamemnon des Aischylos. Dissertation, Main 1991. Teubner, Stuttgart 1993 (Beiträge zur Altertumskunde. 35).
- Aristoteles’ Kategorienschrift in ihrer antiken Kommentierung. Habilitationsschrift. Mohr Siebeck, Tübingen 2004 (Philosophische Untersuchungen. 11).
- Simplikios und das Ende der neuplatonischen Schule in Athen. Akademie der Wissenschaften und der Literatur, Mainz, Abh. d. geistes- u. sozialwiss. Klasse 1999, Nr. 8.